# 能動素子
能動素子（のうどうそし、Active element、Active component）は、供給された電力で増幅（amplification)・整流（rectification）などの能動動作を行う素子を言う。

## 概要
真空管、継電器（リレー）やトランジスタなど入力信号として小さな電力、電圧または電流を入れて、大きな出力信号として電力、電圧または電流の変化を得られる素子は能動素子（のうどうそし、active elementあるいはactive component）と呼ばれ、その入力と出力の比率を利得という。

## 能動素子の例
- 継電器
- 真空管
- トランジスタ
- ダイオード
- 発光ダイオード
- レーザーダイオード

## 能動素子の用途
- 増幅回路
- 発振回路